# Telmatoscopus
Telmatoscopus és un gènere d'insectes dípters pertanyent a la família dels psicòdids.

## Descripció
Tenen les antenes de color blanc i punts blancs a les vores de les ales i als extrems dels segments de les potes.

## Alimentació
Mengen detritus.

## Hàbitat
Viuen a desguassos, clavegueres, drenatges i fosses sèptiques.

## Distribució geogràfica
És cosmopolita: es troba a Europa (com ara, Anglaterra, els Països Baixos, Alemanya, Txèquia i Geòrgia), Àfrica (Algèria, Zàmbia, Uganda i Sud-àfrica), l'Índia, Sri Lanka, Mongòlia, el Japó, Aldabra, Malàisia, Indonèsia (Papua Occidental), Borneo, les illes Filipines (Palawan i Mindanao), Nova Guinea, Austràlia (el Territori de la Capital Australiana, Nova Gal·les del Sud i Queensland), Fiji, el Canadà (el Quebec), els Estats Units (entre d'altres, Califòrnia, Colorado, Indiana, Virgínia, Wisconsin, Texas, Geòrgia, Nebraska i Michigan), Mèxic, Costa Rica, Jamaica i el Brasil.

## Taxonomia
- Telmatoscopus aberrans (Tonnoir, 1953)
- Telmatoscopus acrobeles (Quate & Quate, 1967)
- Telmatoscopus advenus (Eaton, 1893)
- Telmatoscopus agraensis (Ipe & Kishore, 1986)
- Telmatoscopus albipunctata (Williston, 1893)
- Telmatoscopus albipunctoides (Quate, 1959)
- Telmatoscopus ambiguus (Eaton, 1893)
- Telmatoscopus amplena (Quate, 1965)
- Telmatoscopus anomalus (Satchell, 1958)
- Telmatoscopus arcuatus (Vaillant, 1965)
- Telmatoscopus arnaudi (Quate, 1955)
- Telmatoscopus aurigenea (Quate & Quate, 1967)
- Telmatoscopus bartolii (Salamanna, 1974)
- Telmatoscopus basalis (Banks, 1907)
- Telmatoscopus batillina (Quate & Quate, 1967)
- Telmatoscopus bosnicus (Krek, 1977)
- Telmatoscopus brevicolis (Bravo & Souza, 2008)
- Telmatoscopus brindavani (Ipe & Kishore, 1986)
- Telmatoscopus britteni (Tonnoir, 1940)
- Telmatoscopus bulbulus (Quate, 1965)
- Telmatoscopus calcaratus (Duckhouse, 1968)
- Telmatoscopus campanellus (Quate, 1965)
- Telmatoscopus caribicus (Wagner, 1993)
- Telmatoscopus carpathicus (Jezek, 1989)
- Telmatoscopus carthusianus (Vaillant, 1972)
- Telmatoscopus clavatus (Quate, 1996)
- Telmatoscopus clusior (Quate, 1965)
- Telmatoscopus collarti (Vaillant, 1972)
- Telmatoscopus colorbrina (Quate & Quate, 1967)
- Telmatoscopus confusus (Satchell, 1953)
- Telmatoscopus congruus (Quate, 1996)
- Telmatoscopus consentanea (Quate & Quate, 1967)
- Telmatoscopus contortula (Quate & Quate, 1967)
- Telmatoscopus convolvula (Quate & Quate, 1967)
- Telmatoscopus coronata (Duckhouse, 1978)
- Telmatoscopus crenigus (Quate & Quate, 1967)
- Telmatoscopus cruentus (Quate, 1965)
- Telmatoscopus cuspiceps (Quate, 1965)
- Telmatoscopus dactyliatus (Satchell, 1955)
- Telmatoscopus daedalus (Quate, 1959)
- Telmatoscopus decens (Quate, 1965)
- Telmatoscopus decussatus (Quate & Quate, 1967)
- Telmatoscopus dendrophilus (Vaillant 1983)
- Telmatoscopus distinctus (Brunetti, 1908)
- Telmatoscopus edwardsi (Tonnoir, 1939)
- Telmatoscopus ejundicus (Quate, 1962)
- Telmatoscopus ellisi (Withers, 1987)
- Telmatoscopus erratilis (Quate, 1965)
- Telmatoscopus eximius (Quate, 1962)
- Telmatoscopus falcariformis (Wagner, 1977)
- Telmatoscopus falcata (Quate & Quate, 1967)
- Telmatoscopus fissurella (Quate & Quate, 1967)
- Telmatoscopus flavicollis (Brunetti, 1911)
- Telmatoscopus flebilis (Quate & Quate, 1967)
- Telmatoscopus fordi (Satchell, 1953)
- Telmatoscopus fraudulentus (Eaton, 1904)
- Telmatoscopus frondeus (Tokunaga & Komyo, 1956)
- Telmatoscopus fryeri (Eaton, 1913)
- Telmatoscopus furcatus (Kincaid, 1899)
- Telmatoscopus fuscinervis (Satchell, 1958)
- Telmatoscopus fuscipennis (Tonnoir, 1920)
- Telmatoscopus grata (Quate & Quate, 1967)
- Telmatoscopus gressicus (Vaillant, 1972)
- Telmatoscopus hajeki (Jezek, 1997)
- Telmatoscopus havelkai (Wagner, 1975)
- Telmatoscopus himachali (Ipe & Kishore, 1986)
- Telmatoscopus huangae (Quate & Quate, 1967)
- Telmatoscopus hurdi (Quate, 1963)
- Telmatoscopus idalimus (Quate, 1957)
- Telmatoscopus incanus (Nielsen, 1964)
- Telmatoscopus ingenuus (Duckhouse, 1966)
- Telmatoscopus inusitatus (Satchell, 1950)
- Telmatoscopus jeanneae (Quate, 1955)
- Telmatoscopus kalabakensis (Quate, 1962)
- Telmatoscopus kii (Tokunaga & Komyo, 1956)
- Telmatoscopus kimabalensis (Quate, 1962)
- Telmatoscopus labeculosus (Eaton, 1893)
- Telmatoscopus lacteitarsis (Brunetti, 1908)
- Telmatoscopus latipenis (Quate, 1960)
- Telmatoscopus latipennis (Sarà, 1953)
- Telmatoscopus laurenci (Freeman, 1953)
- Telmatoscopus ligusticus (Sarà & Salamanna, 1967)
- Telmatoscopus livingstoni (Ipe & Kishore, 1986)
- Telmatoscopus longichaetus (Brunetti, 1911)
- Telmatoscopus macdonaldi (Quate, 1960)
- Telmatoscopus macneilli (Quate, 1955)
- Telmatoscopus maculatus (Quate, 1959)
- Telmatoscopus maculoides (Quate, 1959)
- Telmatoscopus madagascaensis (Quate, 1957)
- Telmatoscopus manilensis (Rosario, 1936)
- Telmatoscopus mcclurei (Quate, 1962)
- Telmatoscopus membraga (Quate & Quate, 1967)
- Telmatoscopus mendicus (Quate, 1965)
- Telmatoscopus mergacolis (Quate, 1996)
- Telmatoscopus mergellatus (Quate & Quate, 1967)
- Telmatoscopus mongolianus (Vaillant, 1973)
- Telmatoscopus morulus (Eaton, 1893)
- Telmatoscopus mucronatus (Vaillant, 1972)
- Telmatoscopus mysorensis (Ipe & Kishore, 1986)
- Telmatoscopus nebraskensis (Quate 1955)
- Telmatoscopus neglectus (Satchell, 1953)
- Telmatoscopus niger (Banks 1894)
- Telmatoscopus nivosus (Duckhouse, 1966)
- Telmatoscopus norrisi (Satchell, 1953)
- Telmatoscopus nsawamensis (Satchell, 1955)
- Telmatoscopus numidicus (Satchell, 1955)
- Telmatoscopus obtusus (Wagner & Andersen, 2007)
- Telmatoscopus ochraceus (Wagner, 1989)
- Telmatoscopus odontostylis (Duckhouse, 1987)
- Telmatoscopus olympia (Kincaid 1897)
- Telmatoscopus orbiculatus (Krek, 1971)
- Telmatoscopus oxybeles (Quate & Quate, 1967)
- Telmatoscopus oxypages (Quate, 1957)
- Telmatoscopus panergus (Quate & Quate, 1967)
- Telmatoscopus pannosus (Satchell, 1955)
- Telmatoscopus pappi (Wagner, 1979)
- Telmatoscopus patibulus (Quate, 1955)
- Telmatoscopus pennulus (Quate, 1962)
- Telmatoscopus pentacus (Duckhouse, 1978)
- Telmatoscopus poncianticola (Satchell, 1953)
- Telmatoscopus praecipuus (Quate, 1962)
- Telmatoscopus proximus (Brunetti, 1911)
- Telmatoscopus pruinosus (Duckhouse, 1966)
- Telmatoscopus quadripenis (Quate, 1962)
- Telmatoscopus quadripunctatus (Banks, 1907)
- Telmatoscopus ramae (Krek, 1977)
- Telmatoscopus retrobarbus (Satchell, 1958)
- Telmatoscopus rivularis (Quate, 1962)
- Telmatoscopus rothschildi (Eaton, 1912)
- Telmatoscopus sahyadriae (Ipe & Kishore, 1986)
- Telmatoscopus schlitzensis (Wagner, 1975)
- Telmatoscopus seguyi (Vaillant, 1990)
- Telmatoscopus similis (Tonnoir, 1922)
- Telmatoscopus sitapuri (Ipe & Kishore, 1986)
- Telmatoscopus spicocaudus (Quate, 1957)
- Telmatoscopus spiralifer (Tonnoir, 1953)
- Telmatoscopus steffani (Quate & Quate, 1967)
- Telmatoscopus stellatus (Quate & Quate, 1967)
- Telmatoscopus stuckenbergi (Quate, 1957)
- Telmatoscopus subtilis (Quate, 1960)
- Telmatoscopus superbus (Banks, 1894)
- Telmatoscopus svaneticus (Jezek, 1989)
- Telmatoscopus syncretus (Quate & Quate, 1967)
- Telmatoscopus taleolus (Quate, 1962)
- Telmatoscopus tanegashimensis (Jezek & Mogi, 1995)
- Telmatoscopus terminalis (Satchell, 1955)
- Telmatoscopus tersaceps (Quate & Quate, 1967)
- Telmatoscopus tetraspiculatus (Jezek & Goutner, 1993)
- Telmatoscopus thompsoni (Wagner, 2000)
- Telmatoscopus townsvillensis (Taylor, 1915)
- Telmatoscopus trifidus (Quate, 1965)
- Telmatoscopus tristis (Meigen, 1830)
- Telmatoscopus vaillanti (Withers, 1986)
- Telmatoscopus varitarsis (Curran 1924)
- Telmatoscopus verbassicus (Krek, 1977)
- Telmatoscopus verneysicus (Vaillant, 1972)
- Telmatoscopus vestitus (Vaillant 1973)
- Telmatoscopus vitiensis (Satchell, 1950)
- Telmatoscopus volvistyla (Quate & Quate, 1967)
- Telmatoscopus vourzinicus (Vaillant, 1972)
- Telmatoscopus zamboangis (Quate, 1965)
- Telmatoscopus zeus (Quate & Quate, 1967)[7][8][9][10][11][5][12][13][14]

## Observacions
Telmatoscopus albipunctatus, considerat una plaga, s'inclou ara en el gènere Clogmia.